# 자악
자악(子惡, ? ~ 기원전 609년, 재위 기원전 609년 2월 ~ 10월)은 중국 노나라의 제21대 임금이다.

## 사적
6월에 아버지 문공의 장사를 지내고 위를 계승하였다.
문공의 제2비인 경영(敬嬴)은 문공의 총애를 받으면서도 사사로이 동문양중을 섬겼고, 아들 노 선공을 양중에게 부탁하였다. 동문양중은 선공을 임금으로 세우려 했으나 숙중혜백이 반대하였다. 마침 5월에 노나라를 겁박하던 제 의공이 시해당하고 제 혜공이 새로 임금이 되었는데, 동문양중은 숙손득신과 함께 제나라로 가서 혜공에게 선공을 임금으로 세워 주기를 요청했다. 제 혜공은 새로 즉위했으므로 노나라와 우호관계를 맺고자 이를 승낙했다. 10월에 동문양중은 자악과 그 아우 공자 시를 죽이고 선공을 노후로 세웠다.

## 가정
- 노 문공 (아버지)
- 애강 (정비)
  - 공자 악
  - 공자 시 (아우)
- 경영 (제2비)
  - 노 선공 (이복형제)